# أزواج طائشون (فلم)
أزواج طائشون هو فيلم مصري كوميدي، قدمه عمالقة السينما المصرية من عادل إمام وسعيد صالح وسمير غانم ومديحة كامل ورجاء الجداوي، عرض على شاشات السينما تاريخ 24 أكتوبر 1976.

## القصة
يعاني الزوجان شريف وفكري من انشغال زوجتيهما الدائم، فزوجة شريف تعمل عارضة أزياء، وزوجة فكري مشغولة بإعطاء الدروس الخصوصية، فيقوما بمساعدة صديقهما الأعزب أحمد بتأجير شقة تحت ستار شركة للإستيراد والتصدير لمقابلة الفتيات فيها، ليعرف أحد العاملين بأمر تلك الشقة، وتتصاعد الأحداث

## طاقم العمل
- عادل إمام (شريف)
- سعيد صالح (فكري)
- سمير غانم (أحمد)
- صفاء أبو السعود (هدى)
- مديحة كامل (برلنتي)
- رجاء الجداوي (شهيرة)
- إبراهيم عبد الرازق (سي حسين)
- إبراهيم سعفان
- مظهر أبو النجا
- أسامة عباس
- فتحية عبدالغنى
- مصطفى الشامي
- نيازي مصطفى (مخرج )
- محمد الهوارى (مساعد مخرج ثان)
- فيصل ندا (سيناريو وحوار)
- نيازي مصطفى (سيناريو وحوار)

## روابط خارجية
- مقالات تستعمل روابط فنية بلا صلة مع ويكي بيانات